# Bryopolia tenuicornis
Bryopolia tenuicornis är en fjärilsart som beskrevs av Alphéraky 1887. Bryopolia tenuicornis ingår i släktet Bryopolia och familjen nattflyn. Inga underarter finns listade i Catalogue of Life.